# Jesús Reina
Jesús Reina (Málaga, 28 de noviembre de 1986) es un violinista español. Ha participado como jurado en el programa de Canal Sur Tierra de Talento.

## Biografía
Comenzó a tocar el violín a los cuatro años, tocando verdiales junto a su abuelo. En 1995, ingresó en la The Yehudi Menuhin School de Londres y con diez años en la Escuela Superior de Música Reina Sofía, donde recibió de la Reina Sofía el premio al alumno más sobresaliente de la cátedra de violín.
Con doce años ingresó en la Indiana University School of Music donde fue alumno del famoso músico israelí Pinchas Zukerman, y poco después en la Manhattan School of Music de Nueva York, donde conoció a la violinista Anna Nilsen, con quien se casó más tarde.

## Actuaciones destacadas
Ha tocado en el Royal Festival Hall de Londres, el Teatro Cervantes de Málaga, o el Carnegie Hall de Nueva York.

## Grabaciones
Ha grabado el Concierto para violín y orquesta nº1 de Paganini y el Concierto para violín y orquesta de Chaikovski, con la Orquesta Filarmónica de Málaga bajo la dirección de Salvador Vázquez.